# Oceanisch plateau
Een oceanisch plateau is een large igneous province (een gebied waar de aardkorst bestaat uit vloedbasalt) op de bodem van een oceaan. Oceanische plateaus zijn vergelijkbaar met gebieden van vloedbasalt op het land, zoals de Deccan Traps of Siberische Trappen. Een oceanisch plateau ligt hoger dan de omringende zeebodem.
Omdat de aardkorst onder oceanische plateaus rijker in silica (felsischer) is en een kleinere dichtheid heeft dan normale oceanische korst wordt aangenomen dat ze een tussenstadium zijn in de vorming van continentale korst. Wanneer een oceanisch plateau subduceert zal door partieel smelten nog silica-rijkere magma ontstaan dat een volgend stadium in de vorming van continentale korst is.